# Magnus kvintett
Magnus kvintett var ett dansband från Moholm, bildat 1962. 
Medlemmarna var:
- Magnus Andersson (kapellmästare) - tenorsaxofon
- Lars Waldefeldt - sång och gitarr
- Per Waldefeldt - trummor
- Kjell Andersson - basgitarr
- Berndt Gustavsson - gitarr
- Rolf Herbolzheimer - orgel

Periodvis under 1960-talet medverkade även sångerskan Ingela Fritzon. Magnus kvintett hade framgångar på Svensktoppen
Kända låtar är "Varför", ”Ska du någonsin bli min?” och "Monica". Bandet upplöstes under 1980-talet, men 2011 skedde en återförening med Linda Nilsson. Texten till Varför tillskrevs på den ursprungliga EP:ns skivetikett- troligen felaktigt - Karin Boye. På senare samlingsskivor tillskrivs den enbart Magnus Andersson.

## Melodier på Svensktoppen
- Monica - 1965 [1]
- Låt Det Bli Vi - 1969 (med Ingela Fritzon)